# 喻东岳
喻东岳（1967年12月4日—），湖南浏阳人，前《浏阳日报》美术编辑，中华人民共和国政治犯。

## 生平
喻东岳19歲時考上湘潭师专中文系，畢業後在湘潭市第三職業學校任教，他還在1985年時當選成為湘潭市板塘区人民代表，並且在1989年1月時如願調任到湖南省《浏阳日报》擔任美術編輯。
1989年5月23日，喻东岳、余志坚与鲁德成向天安门毛泽东画像投掷鸡蛋，被广场上学生纠察队扣留并交给公安部门。
喻东岳被北京市中级人民法院判處20年有期徒刑。1992年時，他因長期的單獨禁閉和虐待於監獄中罹患精神分裂症。並且直到2006年2月時才得以減刑出獄，之後在2009年時抵達美國並且獲得政治庇護。